# (R)evolution: The Remixes
(R)Evolution: The Remixes är ett remixalbum av den tyske trance-DJ:n Paul van Dyk utsläppt den 22 februari 2013. Albumet innehåller 18 remixade låtar som ursprungligen kommer från albumet  Evolution från 2012.